# День драфта
«День драфта» (англ. Draft Day) — американская спортивная драма режиссёра Айвана Райтмана с Кевином Костнером и Дженнифер Гарнер в главных ролях. Премьерный показ ленты состоялся 7 апреля 2014 года в Лос-Анджелесе. Этот фильм стал последней режиссёрской работой Райтмана перед его смертью 12 февраля 2022 года.

## Сюжет
Утром драфта НФЛ 2014 года генеральный менеджер «Кливленд Браунс» Сонни Уивер-младший должен решить, как использовать седьмую очередь выбора в первом раунде для улучшения состава команды. У него на уме совершенно другие проблемы: его нынешняя девушка, финансовый менеджер «Браунс» Эли Паркер, утром сообщила ему, что ждёт ребёнка, а недавняя смерть отца Сонни заметно усилила напряженность в его отношениях с овдовевшей матерью. Когда-то Сонни решительно уволил своего отца, легенду клуба, с поста главного тренера — и никто не знает, что это было сделано ради матери, потому что отец категорически отказывался уйти на пенсию, несмотря на слабое сердце.
Первый общий выбор на драфте держат «Сиэтл Сихокс», и их генеральный менеджер Том Майклс предлагает Сонни обменять его на принадлежащее «Кливленду» право седьмого выбора в первом раунде на сегодняшнем драфте и его первые раунды в следующие два года; это позволило бы «Браунс» обойти всех конкурентов и взять очень перспективного квотербека Бу Каллахэна, общепризнанную звезду драфта этого года. Бу Каллахэн очень нравится «Сихокс», они долго «вели» его и с удовольствием взяли бы сами, но с зарплатой игрока, выбранного под первым номером, клуб просто не впишется в предписанный НФЛ потолок зарплат. И теперь хитрый Майклс предлагает Уиверу приобрести право взять Каллахэна, право, которое, вообще говоря, ничего не стоит «Сиэтлу», поскольку клуб просто не сможет им воспользоваться — но, естественно, за очень серьёзную компенсацию, принадлежащее «Кливленду» право выбора в первом раунде в текущем и двух последующих драфтах. Сонни, превосходно разбирающийся в этой ситуации, сначала предсказуемо отказывается, но потом начинает задумываться о возможности изменить своё решение после настоятельного требования владельца «Браунс» Энтони Молины «произвести фурор» на драфте, сделать что-то резкое и громкое, чтобы освежить неблагоприятное информационное поле, в последнее время складывающееся вокруг команды.
Сонни Уивер-младший принимает предложение. Неожиданная возможность заполучить Каллахэна взволновала фанатов «Браунс», но разделила на два лагеря фронт-офис и игроков — ведь у Кливленда уже есть великолепный квотербек-ветеран Брайан Дрю, истинный многолетний лидер команды, наконец-то полностью залечивший тяжёлую травму и очень качественно подготовившийся к новому сезону.
Сделка становится публичной после твита лайнбекера из университета штата Огайо Вонты Мэка, который изначально был у Сонни основным кандидатом для выбора в первом раунде. Игрок советует менеджеру внимательно пересмотреть полную запись игры, где он и Каллахэн играют друг против друга. По ходу просмотра для Уивера становится очевидным, что Бу, формально ставший героем той встречи, был Мэком просто растерзан, запуган и задавлен, ничего не смог против него сделать, а все свои действительно многочисленные результативные действия совершил уже после того, как Вонта был несправедливо удалён с поля. Сонни начинает сомневаться в способности Каллахэна держать удар, а внутреннее экспресс-расследование службы безопасности «Browns» приводит только к появлению дополнительных вопросов к этому игроку.
Когда, наконец, в Нью-Йорке начинается церемония драфта, Сонни продолжает мучиться проблемой выбора, но в итоге — неожиданно для всех присутствующих — отказывается от Каллахэна и возвращается к первоначальной кандидатуре, Вонте Мэку, взяв его под престижнейшим первым номером драфта. Потрясённый и ничего не понимающий хозяин клуба Энтони Молина, ожидавший за кулисами церемонии и уже заготовивший для Каллахэна персональный свитер «Браунс», в ярости покидает зал и, не дожидаясь окончания процедуры драфта, срочно вылетает из Нью-Йорка в Кливленд, угрожая Уиверу увольнением.
Объявление Роджера Гуделла о выборе «Кливленд Браунс» не только шокирует всю лигу и вносит существенные возмущения в подготовленные планы собственного выбора многих других команд, но и приводит к довольно неожиданному результату: кандидатура Каллахэна, столь демонстративно отвергнутая таким опытным и уважаемым менеджером как Сонни Уивер-младший, только что выменявшим право первого выбора, но, оказывается, вовсе не ради квотербека из Висконсина, начинает вызывать сомнения и у других генеральных менеджеров. Команды, имевшие в первом раунде право выбора со второго по пятое, также игнорируют Бу, придерживаясь своих ранее сформулированных планов. Возникает реальная угроза, что Каллахэн опустится до седьмого выбора, отданного Кливлендом Сиэтлу, и всё-таки достанется «Сихокс» — вместе со всей компенсацией, уже полученной от Кливленда за право первого выбора. Что, разумеется, всеми было бы расценено как великолепное достижение Тома Майклса и грандиозный провал Сонни Уивера-младшего как спортивного менеджера.
Но шестой выбор принадлежит «Джексонвилл Джагуарс», которым, в принципе, новый квотербек тоже не слишком нужен, и Сонни в ходе виртуозно проведённых телефонных переговоров удаётся убедить Джеффа Карсона, молодого генерального менеджера «Джагуарс», пока что делающего на этом поприще первые шаги, отдать ему свой шестой выбор в первом раунде в обмен на выборы «Браунс» во вторых раундах драфта в этом и двух следующих сезонах. Тот в конце концов соглашается, хотя эта сделка едва не приводит к уходу главного тренера «Кливленд Браунс» Винсента Пенна, неожиданно обнаружившего, что на три ближайших года он лишился возможности пополнить команду в первых и вторых раундах драфтов.
Однако то, что представляется Пенну катастрофическим результатом недальновидной политики Сонни Уивера, для самого Сонни — только стартовая позиция для блестящего завершения всей этой сложнейшей многоходовой комбинации. Сонни снова звонит в Сиэтл Тому Майклсу и ставит его перед фактом: седьмая очередь в первом раунде драфта, только что полученная Сиэтлом от Кливленда, рискует оказаться пустышкой. Ведь шестой выбор теперь принадлежит «Браунс», и либо «Сихокс» выменяют его на что-то достойное, либо в последний момент упустят своего фаворита.
В обмен на возможность взять Каллахэна Сонни требует назад все три своих выбора в первых раундах, в том числе и принадлежащую пока «Сиэтлу» седьмую очередь сегодняшнего драфта, хотя первый выбор текущего года «Кливленд» уже использовал. А потом, едва почувствовав слабину Майклса, который уже видел Бу у себя в составе — тем более, что зарплата игрока, выбранного шестым или седьмым, позволит Сиэтлу вписаться в требования лиги, — вдобавок ещё и пант-ритёрнера «Сихокс» Дэвида Патни.
Руководство «Сиэтла», загнавшее себя в виртуозно расставленную Уивером ловушку, оказывается вынужденным согласиться с фактическим ультиматумом «Кливленда». После напряженных переговоров и Том Майклс, и босс «Сихокс» Уолт Гордон капитулируют перед Сонни Уивером — правда, под приобретённым у «Браунс» шестым номером клуб из штата Вашингтон получает, наконец, вожделённого Бу Каллахэна. А своим седьмым выбором Сонни успокаивает и Пенна, и Молину, взяв талантливого раннинбека из университета штата Флорида Рея Дженнингса. Отец Рея когда-то много лет играл за «Браунс», оба Дженнингса, и отец, и сын, всегда мечтали, чтобы Рей оказался в Кливленде, и ясно, что команда получает блестящего игрока, с рождения преданного клубным цветам, на долгие годы.
Молина и его команда отмечают выдающийся драфт. После вечеринки Сонни примиряется со своей матерью на фоне этого мероприятия и новостей о будущем внуке.

## В ролях
Команда Cleveland Browns:
- Кевин Костнер — Сонни Уивер-младший, генеральный менеджер
- Дженнифер Гарнер — Эли Паркер, финансовый менеджер
- Денис Лири — Винсент Пенн, тренер
- Фрэнк Ланджелла — Энтони Молина, владелец Cleveland Browns
- Кевин Данн — Марвин, представитель Cleveland Browns на церемонии драфта
- Гриффин Ньюмен — Рик, ассистент-стажёр
- Том Уэллинг — Брайан Дрю, квотербек

Другие команды:
- Чи Макбрайд — Уолт Гордон, владелец Seattle Seahawks
- Патрик Ст. Эспорит — Том Майклс, генеральный менеджер Seattle Seahawks
- Пэт Хили — Джеффри Карсон, генеральный менеджер Jacksonville Jaguars
- Патрик Брин — Билл Зотти, генеральный менеджер Houston Texans
- Уоллес Лэнгэм — Пит Беглер, генеральный менеджер Kansas City Chiefs
- Кристофер Казинс — Макс Стоун, генеральный менеджер Buffalo Bills

Футболисты студенческих команд, участники драфта:
- Джош Пенс — Бу Каллахэн, квотербек из университета Висконсина
- Чедвик Боузман — Вонта Мэк, лайнбекер из университета штата Огайо
- Ариан Фостер — Рей Дженнингс, раннинбек из университета штата Флорида

Прочие персонажи:
- Эллен Бёрстин — Барб Уивер, вдова экс-тренера Cleveland Browns Сонни Уивера-старшего и мать Сонни
- Розанна Аркетт — Энджи, бывшая жена Сонни Уивера-младшего
- Терри Крюс — Эрл Дженнингс, отец Рея, бывший игрок Cleveland Browns
- Сэм Эллиотт — Джек Мур, бывший тренер Бу Каллахэна в студенческой команде университета Висконсина
- Крис Берман — камео